# Бінормаль
Бінормаль — нормаль, перпендикулярна дотичній площині. Також бінормаллю для стислості можуть називати одиничний вектор вздовж цієї прямої.
Векторне рівняння бінормалі в точці, що відповідає значенню {\displaystyle t_{0}} параметра {\displaystyle t}, має вигляд:
{\displaystyle {\boldsymbol {r}}(\lambda )={\boldsymbol {r}}(t_{0})+\lambda [{\boldsymbol {r}}'(t_{0}),~{\boldsymbol {r}}''(t_{0})].}